# Ridha Kéfi
Pour les articles homonymes, voir Kefi.
Ridha Kéfi, né en 1955 à Tunis, est un journaliste et écrivain tunisien.
Poète, romancier et essayiste, il a publié de nombreux ouvrages en arabe et français. 

## Biographie
Journaliste indépendant depuis 1982, il est reporter, puis rédacteur en chef adjoint au Temps de 1980 à 1994. Il devient alors rédacteur en chef délégué à Jeune Afrique, jusqu'en 2006. En 2007, il est nommé rédacteur en chef du nouvel hebdomadaire L'Expression, jusqu'en 2008. Il commence alors à collaborer avec le groupe de presse IC Publications (en). Il devient également conseiller de la rédaction de la revue trimestrielle Afkar/Idées, publiée par l'Institut européen de la Méditerranée.
En 2010, il crée Kapitalis, dont il devient directeur de la rédaction,. De 2011 à 2013, il est membre de l'Instance nationale de réforme de l'information et de la communication.

## Publications
- La Maison Tunisie : essai de géopolitique, Tunis, Cérès, coll. « Enjeux », 1994, 214 p. (ISBN 978-9973191489, lire en ligne).